# Surbahar

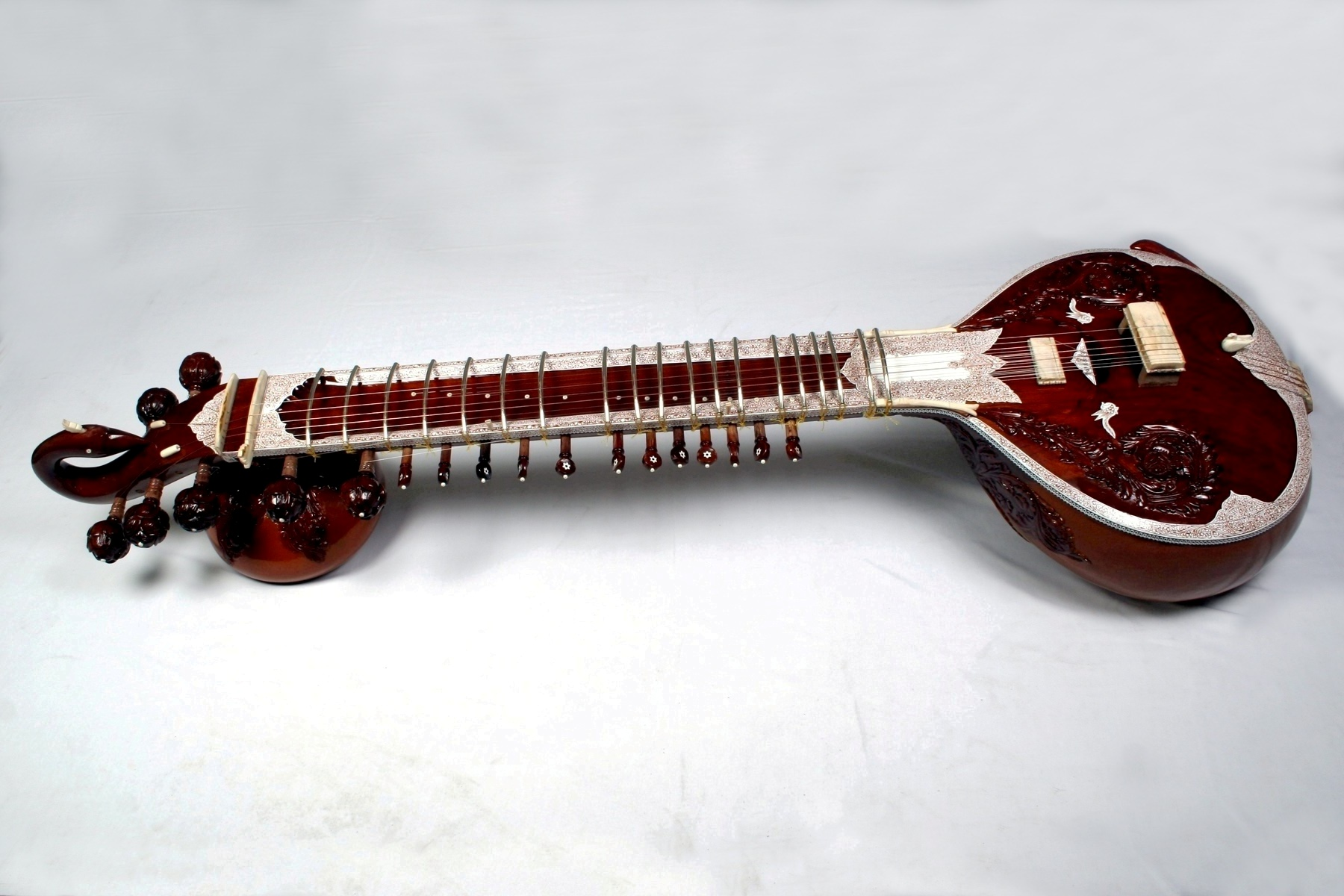
Surbahar

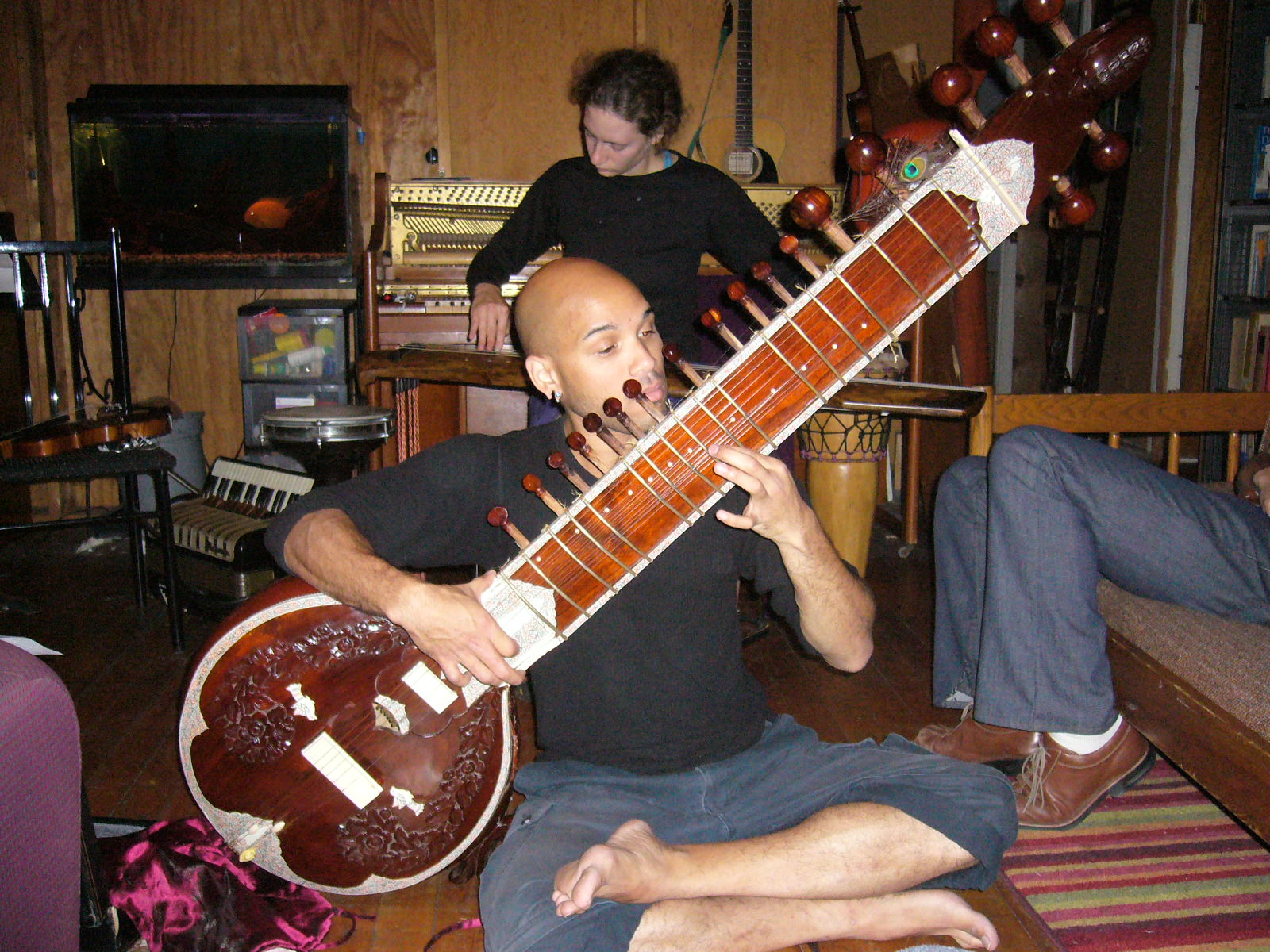
Surbahar-Spieler in Ann Arbor, 2005

Surbahar [s̪urbəhɑːr] (Hindi सुरबहार, etwa „Töne des Frühlings“) ist eine gezupfte Langhalslaute, die in der nordindischen klassischen Musik gespielt wird. Die surbahar ist eine größere und tiefer klingende Version der sitar („Bass-Sitar“). Sie ist ungefähr eine Quarte oder Quinte tiefer gestimmt als die sitar.
Die surbahar wurde in den 1820er Jahren vom sitar-Spieler Ghulam Muhammad in Lucknow erfunden und gehört in eine Reihe von im 19. Jahrhundert eingeführten Instrumenten: Um 1800 wurde aus der in der Mogulzeit beliebten rabāb die sursingar und um 1860 aus der afghanischen rubāb die sarod entwickelt.
Da die surbahar ähnlich wie die vina einen längeren Nachklang als die sitar besitzt, wird sie meistens im alten majestätischen Dhrupad-Stil beim einen Raga einleitenden Alap eingesetzt. In anderen indischen Musikstilen spielt die surbahar dagegen kaum eine Rolle. Es kam nie zu einer industriellen Vereinheitlichung der Form des Instruments und es existieren eine Fülle unterschiedlicher Größen, Ausstattungen und Designs.
Die Silbe sur (in Hindi und anderen nordindischen Sprachen) in surbahar, veraltet sur-vahara, ist von Sanskrit swara oder svara, „Note“, „Ton“, „Tonstufe (eines Ragas)“, abgeleitet. Dieser zentrale Begriff der indischen Musiktheorie ist auch im Namen der nordindischen Langhalslaute sursingar, der südindischen Langhalslaute swarabat und der Kastenzither swarmandal enthalten. Die zweite Silbe bahar geht auf persisch bahār, „Frühling“, zurück.